# Arsène Wenger
Arsène Charles Ernest Wenger OBE (Strasbourg, 22 de outubro de 1949) é um ex-treinador e ex-futebolista francês que atuava como meio-campista. Em 13 de novembro de 2019, foi nomeado Diretor de Desenvolvimento Global de Futebol da FIFA.

## Carreira

### Como jogador
Embora sua trajetória como jogador não tenha sido marcante, limitando-se a clubes de pouca expressão na França, Arsène Wenger integrou o elenco do Strasbourg que conquistou o título do Campeonato Francês na temporada 1978–79.

### Como treinador
Chegou ao Arsenal como um magro e alto treinador francês, vindo do Nagoya Grampus, do Japão. Wenger era conhecido no futebol inglês apenas por ter sido, no Monaco, em 1987, o técnico de Mark Hateley e Glenn Hoddle. Com a fama e o proveito de intelectual do futebol, devolveu a glória e o prestígio ao lendário Arsenal, seduzindo torcedores e crítica que então apelidavam o jogo dos Gunners de boring football ("futebol sem chama" ou "futebol tedioso", em tradução livre), grito que muitas vezes ecoava nas arquibancadas inglesas durante os seus jogos.

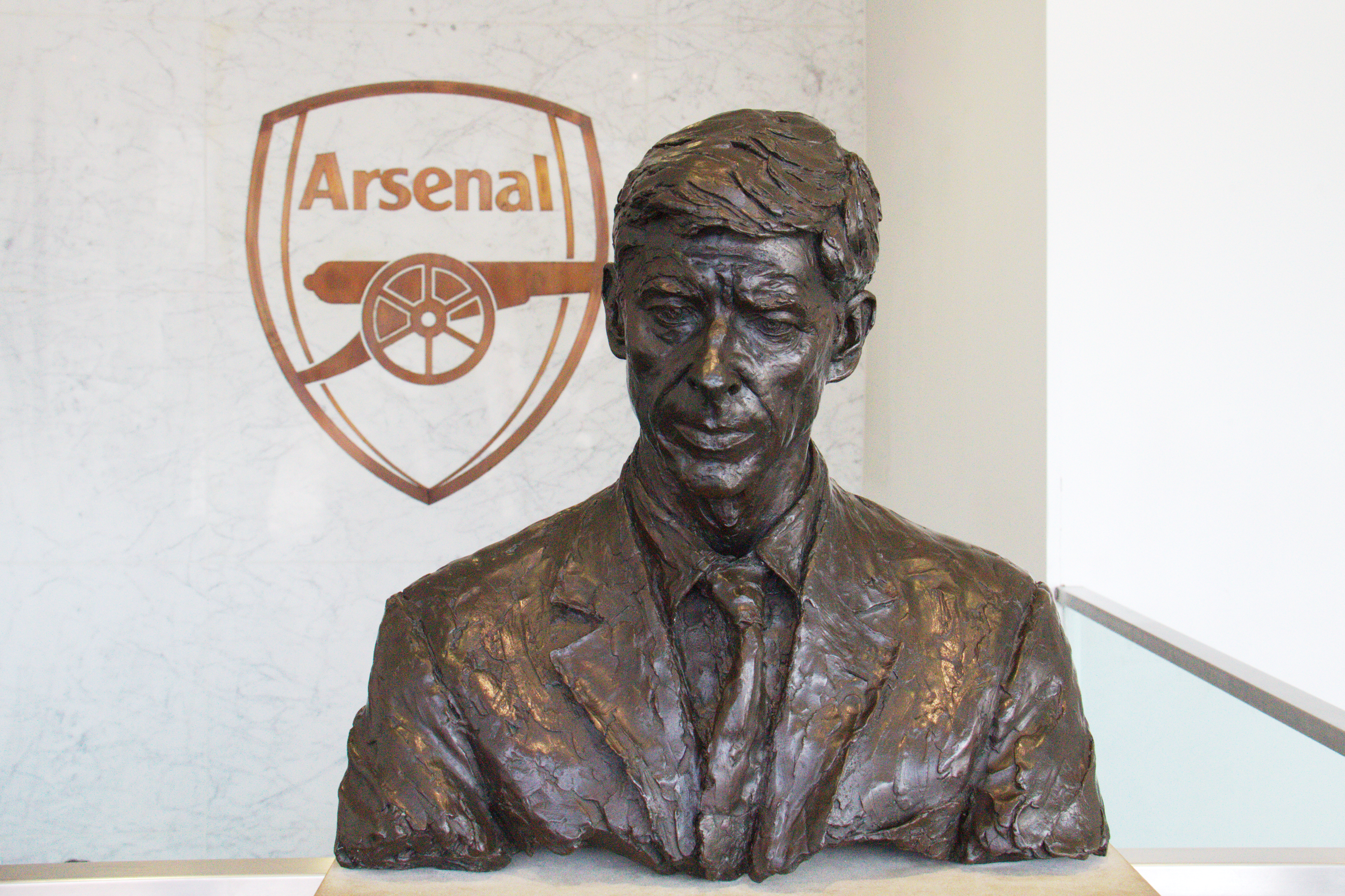
Busto de Arsène Wenger no Emirates Stadium

O sentimento de pertencer à elite das lendas do futebol da "Velha Albion" é hoje, de novo, orgulhosamente ostentado, por todos os torcedores do Arsenal, muito devido à ação de Wenger, que, desde a sua chegada, impôs um novo estilo técnico-tático, sistematizado num 4-4-2 de futebol apoiado, com cariz mais continental, em comparação com o kick and rush do passado.
Esteve no Arsenal de 1996 a 2018, naquele que, com suas palavras, diz ser "a equipe da minha vida". Ao final deste contrato, tornou-se o técnico com mais tempo à frente do clube inglês, com 22 anos no comando. No entanto, em seu milésimo jogo no comando dos Gunners, Wenger viu sua equipe sofrer a maior goleada para o rival Chelsea na história do confronto. Comandados por José Mourinho, os Blues aplicaram um humilhante 6–0 no Stamford Bridge em 22 de março de 2014. Na mesma temporada, Wenger finalmente fez o Arsenal sair da fila de nove anos sem títulos após conquistar a Copa da Inglaterra. Na decisão contra o Hull City, os Gunners saíram perdendo por 2–0 com direito a dois gols em menos de 10 minutos. Ainda assim, conseguiram a virada em um dramático 3–2 na prorrogação. Depois desse feito, o francês foi recompensado com um novo contrato, de duração até 2017.
Três anos depois, na temporada 2016–17, o Arsenal voltou a conquistar a Copa da Inglaterra, dessa vez contra o rival Chelsea. Com o título, Arsène Wenger renovou seu contrato até 2019.
No dia 20 de abril de 2018, após 22 anos no cargo de treinador, o francês anunciou que deixaria o Arsenal no final da temporada.

### Como comentarista
Durante a Copa do Mundo de 2010, realizada na África do Sul, Wenger foi contratado por uma emissora de televisão francesa para exercer a função de comentarista esportivo nas partidas do torneio.

## Estilo de jogo
Comandou o Arsenal de 1996 a 2018, foi o técnico mais antigo e bem-sucedido do clube, tendo levado os Gunners a 17 títulos desde 1996. Sua contribuição ao futebol inglês por meio de mudanças nos olheiros, treinamento dos jogadores e regimes de dieta revitalizou o Arsenal e ajudou na globalização do esporte no século XXI.
O seu estilo de comandar a equipe era diferente da maioria dos treinadores: não gostava de contratar estrelas, preferia contratar jogadores jovens, geralmente antes dos 20 anos de idade (como Cesc Fàbregas, Nicolas Anelka, Aaron Ramsey e muitos outros), e "moldá-los" ao longo de suas carreiras. Possuía um elenco muito jovem e de muita qualidade no Arsenal.
Mais do que um grande estrategista, a aura de Wenger, o treinador cavalheiro, a quem o futebol inglês atribuiu o prêmio fair-play em 1998, reside sobretudo na capacidade de transmitir força mental às equipes que orienta. É essa qualidade que a maioria dos seus jogadores gosta de citar quando se lhes pede que tracem o seu perfil.

## Estatísticas como treinador
Atualizadas até 15 de abril de 2018
| Clube          | Jogos | Vitórias | Empates | Derrotas | Aproveitamento |
| -------------- | ----- | -------- | ------- | -------- | -------------- |
| Nancy-Lorraine | 114   | 33       | 30      | 51       | 42,0%          |
| Monaco         | 266   | 130      | 53      | 83       | 58,7%          |
| Nagoya Grampus | 87    | 49       | 4       | 34       | 67,8%          |
| Arsenal        | 1235  | 707      | 280     | 248      | 57,2%          |

## Títulos

### Como jogador
Mutzig
- Coupe d'Alsace: 1971

Vauban
- Coupe d'Alsace: 1977
- Division d'Honneur Alsace: 1977

Strasbourg
- Ligue 1: 1978–79
- Coupe d'Alsace: 1980[6]

### Como treinador
Monaco
- Ligue 1: 1987–88
- Copa da França: 1990–91

Nagoya Grampus
- Copa do Imperador: 1995
- Supercopa do Japão: 1996

Arsenal
- Premier League: 1997–98, 2001–02 e 2003–04[8]
- Copa da Inglaterra: 1997–98, 2001–02, 2002–03, 2004–05, 2013–14, 2014–15 e 2016–17
- Supercopa da Inglaterra: 1998, 1999, 2002, 2004, 2014, 2015 e 2017

### Prêmios individuais
- 32º Maior Treinador de Todos os Tempos da France Football: 2019[9][10][11]
- 36º Maior Treinador de Todos os Tempos da World Soccer: 2013[12][13]
- Treinador da Década pela IFFHS: 2011[14]
- Treinador Francês do Ano: 1988 e 2008
- Treinador do Ano da J. League: 1995
- Onze d'Or - Treinador do Ano: 1998, 2002, 2003 e 2004
- Treinador da Temporada da Premier League: 1997–98, 2001–02 e 2003–04[8]
- Treinador do ano pela League Managers Association (LMA): 2001–02 e 2003–04
- Personalidade Esportiva do Ano BBC (treinadores): 2002 e 2004
- Tributo da FWA: 2005
- Hall da Fama do Futebol Inglês: 2006
- Treinador do mês da Premier League: março de 1998, abril de 1998, outubro de 2000, abril de 2002, setembro de 2002, agosto de 2003, fevereiro de 2004, agosto de 2004, setembro de 2007, dezembro de 2007, fevereiro de 2011, setembro de 2013, março de 2015 e outubro de 2015[8]

### Condecorações
- Ordem do Império Britânico: 2003
- Morador ilustre de Islington: 2004